# Thomas Hundertpfund
Thomas Hundertpfund, född 14 december 1989 i Klagenfurt, Österrike, är en österrikisk professionell ishockeyspelare som spelar för EC KAC i Österrikiska ishockeyligan. Han har tidigare spelat i Timrå IK.

## Klubbar
- EC KAC Moderklubb–2013, 2014–
- Timrå IK 2013–2014